# Массикотт, Эдмон Жозеф
Эдмон Жозеф Массикотт (фр. Edmond-Joseph Massicotte; 1 декабря 1875, Сент-Кюнегонд, ныне в составе Монреаля — 1 марта 1929, Монреаль) — канадский художник-иллюстратор.
Окончил школу Братства христианских школ, затем в 1892—1895 гг. учился живописи и рисунку у Уильяма Бримнера и Эдмона Дьонне.
В 1892 г. опубликовал в прессе первую работу — иллюстрацию к стихотворению своего брата Эдуара Зотика Массикотта. Работал иллюстратором в известных квебекских газетах и журналах «Le Monde Illustré», «Le Canard», «Le Passe-Temps», «L’Album universel» и др. На рубеже веков находился под влиянием ар-нуво и, в частности, Альфонса Мухи. Затем обратился к более реалистической, хотя и идеализированной манере, в 1923 году выпустил альбом «Наши канадцы сегодня» (фр. Nos Canadiens d’autrefois). Поздние работы Массикотта, изображающие стилизованных под аутентичность сельских жителей Квебека, вошли в канон традиционной квебекской иконографии.